# Tour der British Lions nach Neuseeland und Australien 1888
| Tour der British Lions nach Neuseeland und Australien 1888 | Tour der British Lions nach Neuseeland und Australien 1888 | Tour der British Lions nach Neuseeland und Australien 1888 | Tour der British Lions nach Neuseeland und Australien 1888 | Tour der British Lions nach Neuseeland und Australien 1888 |
| Übersicht                                                  | S                                                          | G                                                          | U                                                          | N                                                          |
| ---------------------------------------------------------- | ---------------------------------------------------------- | ---------------------------------------------------------- | ---------------------------------------------------------- | ---------------------------------------------------------- |
| Sonstige Spiele                                            | 35                                                         | 27                                                         | 6                                                          | 2                                                          |
| Test Matches                                               | 0                                                          | 0                                                          | 0                                                          | 0                                                          |
| Gesamt                                                     | 35                                                         | 27                                                         | 6                                                          | 2                                                          |

Die Tour der British Lions nach Neuseeland und Australien 1888 war die Tour einer britischen Rugby-Union-Auswahl, damals bekannt als die „English Footballers“, durch Australien und Neuseeland. Obwohl es sich um ein privates Unternehmen handelte, das nicht von offizieller Stelle organisiert wurde, handelte es sich um die erste große Tour einer europäischen Rugbymannschaft durch die südliche Hemisphäre. Sie ebnete den Weg für künftige Reisen von Mannschaften, die heute als British and Irish Lions bekannt sind.
Das 22 Spieler umfassende Team reiste von März bis November 1888. Während ihres Aufenthalts in Australien und Neuseeland spielten sie gegen eine Reihe von Staats-, Provinz- und Einladungsteams, aber nicht gegen Nationalmannschaften. Sie bestritten 35 Rugbyspiele, von denen sie 27 gewannen, 6 unentschieden spielten und 2 verloren. Nur vier Mitglieder der Reisegruppe hatten für ihr Land gespielt oder würden es in Zukunft tun: Robert Seddon, Andrew Stoddart und Thomas Kent für England sowie Willie Thomas für Wales. Sie spielten auch eine kleinere Anzahl von Fußballspielen nach australischen Regeln (Australian Football), aber die Mannschaft hatte vor ihrer Ankunft in Australien keine Erfahrung in diesem Bereich. Ihr Vermächtnis wurde 2013 gewürdigt, als die Mannschaft und ihr erster Kapitän Robert Seddon in die World Rugby Hall of Fame aufgenommen wurden.

## Ereignisse
Die 1888er-Tour wurde von den drei englischen Cricket-Profis James Lillywhite, Alfred Shaw und Arthur Shrewsbury organisiert. Die Rugby Football Union (RFU) verweigerte zwar die Schirmherrschaft über die Tour, genehmigte sie jedoch unter der Voraussetzung, dass kein Verstoß gegen die Amateurregeln vorlag. Die Tournee wurde von Shaw und Shrewsbury aus rein finanziellen Gründen unternommen, ohne dass es darum ging, eine Auswahl der „britischen Inseln“ aufzustellen. Die Mannschaft selbst wird von zeitgenössischen Quellen eher als englisches Team betrachtet. Den beiden Tourmanagern waren solche Teams nicht fremd, da sie bereits Reisen von Cricketmannschaften nach Australien organisiert hatten. Die Rugby-Tour folgte auf die finanziell wenig einträgliche Ashes Tour 1886/87. Auch die Rugby-Tour war kein wirtschaftlicher Erfolg und brachte beiden Managern Verluste ein. Überschattet wurde sie zudem durch den Tod von Mannschaftskapitän Robert Seddon, der am 15. August beim Rudern im Hunter River bei West Maitland ertrank. Das Amt des Kapitäns ging dann an Andrew Stoddart über, einen zukünftigen englischen Rugbykapitän und Wisden Cricketer of the Year.
Ein weiteres wirtschaftliches Problem im Zusammenhang mit der Tour war die aufkeimende Profibewegung, die zu dieser Zeit in England an Fahrt aufnahm. Rugbyspieler und -vereine in Großbritannien waren gespalten, da sie zunehmend der Meinung waren, dass die Spieler bezahlt werden sollten. Die wachsende Popularität des inzwischen professionellen Fußballs veranlasste viele, vor allem im Norden Englands, den Amateurstatus von Rugby Union in Frage zu stellen. Einer der Auslöser für die Spaltung zwischen Rugby Union und der künftigen Variante Rugby League war, dass Jack Clowes, ein Mitglied der Tour von 1888, als „professioneller“ Sportler eingestuft wurde, nachdem er kurz vor seiner Abreise nach Australien 15 Pfund für den Kauf von Ausrüstung angenommen hatte. Die anderen Spieler der Tour mussten daraufhin eine eidesstattliche Erklärung unterschreiben, in der sie versicherten, dass sie für das Rugbyspielen in Australien und Neuseeland nicht bezahlt worden waren. Tatsächlich gehörten zwei Drittel der Spieler Vereinen an, die innerhalb weniger Jahre zur Northern Rugby Football Union überliefen und damit die Rugby League begründeten.
Die Mannschaft spielte in rot-weiß-blau gestreiften Trikots, weißen Shorts und dunklen Socken. Neben den 35 Rugbypartien bestritt das Team auch 19 Spiele im Victorian Rules Football (später bekannt als Australian Football). Es gewann sechs der Spiele nach den australischen Regeln, obwohl es vor der Tour keine Erfahrung mit diesem Regelwerk hatte.

## Spielplan
- Hintergrundfarbe grün = Sieg
- Hintergrundfarbe gelb = Unentschieden
- Hintergrundfarbe rot = Niederlage

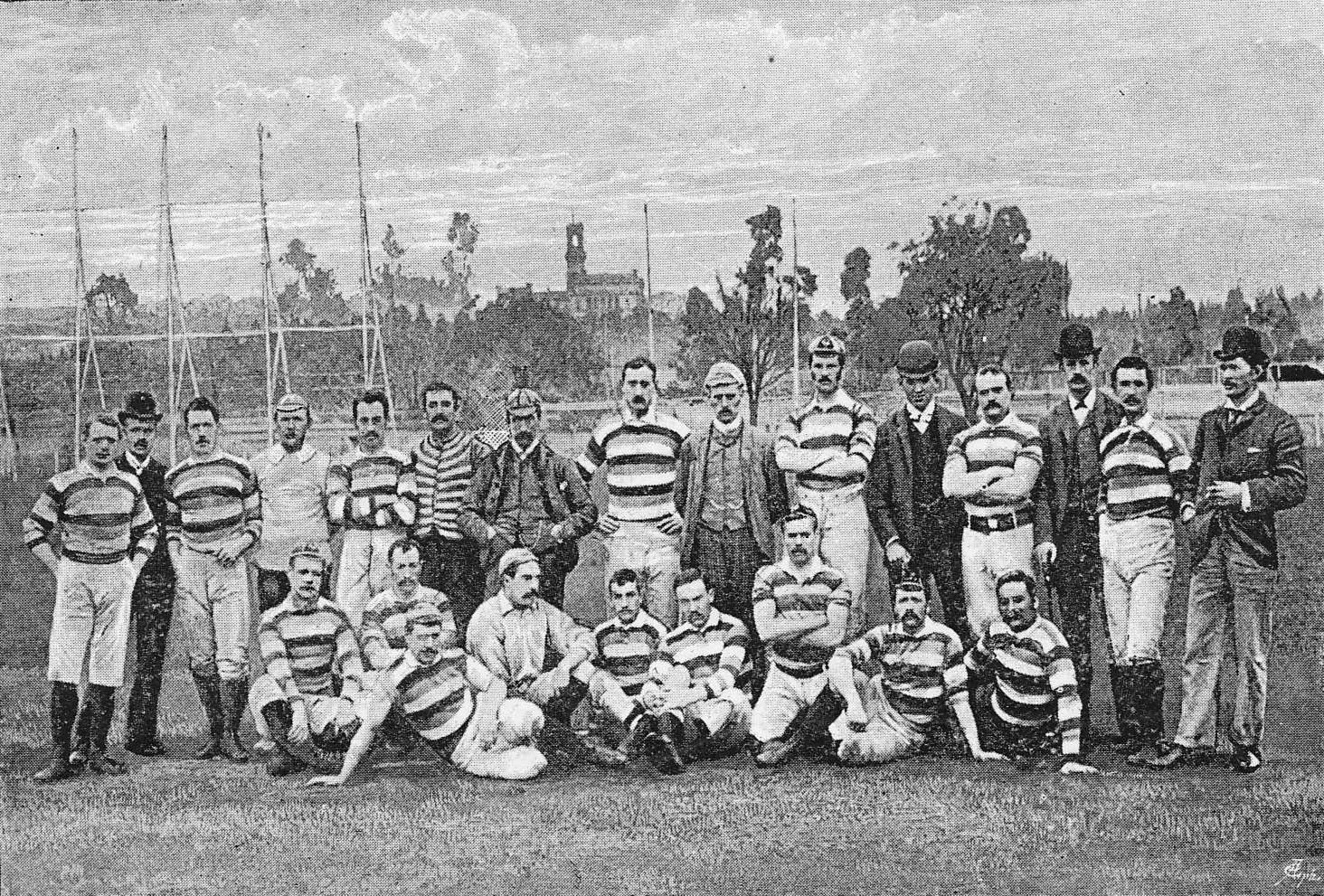
Das Team der Britischen Inseln. Aufgenommen auf dem Scotch Oval, in der Nähe des Melbourne Cricket Ground und des East Melbourne Cricket Ground, auf denen die Mannschaft Australian Rules Football gegen lokale Vereine spielte

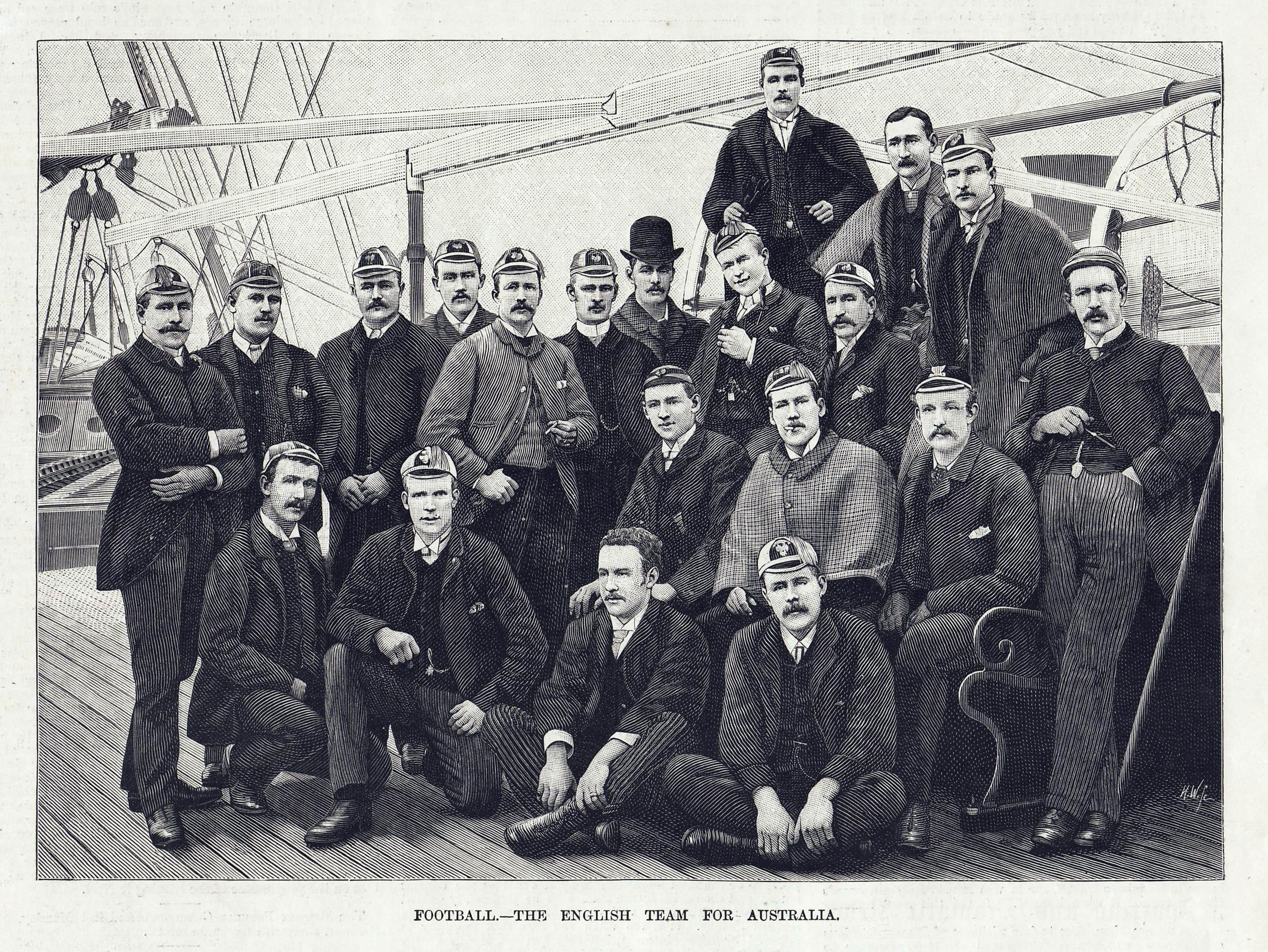
Das Team an Bord nach Australien, in The Illustrated London News

(Ergebnisse aus der Sicht der Lions)

### Rugby
| #  | Datum              | Gegner                          | Ort          | Ergebnis |
| -- | ------------------ | ------------------------------- | ------------ | -------- |
| 01 | 28. April 1888     | Otago Rugby Football Union      | Dunedin      | 8:3      |
| 02 | 02. Mai 1888       | Otago Rugby Football Union      | Dunedin      | 4:3      |
| 03 | 05. Mai 1888       | Canterbury Rugby Football Union | Christchurch | 14:6     |
| 04 | 09. Mai 1888       | Canterbury Rugby Football Union | Christchurch | 4:0      |
| 05 | 12. Mai 1888       | Wellington Rugby Football Union | Wellington   | 3:3      |
| 06 | 14. Mai 1888       | Henry Roberts XV                | Wellington   | 4:1      |
| 07 | 16. Mai 1888       | Taranaki Rugby Football Union   | New Plymouth | 0:1      |
| 08 | 19. Mai 1888       | Auckland Rugby Football Union   | Auckland     | 6:3      |
| 09 | 24. Mai 1888       | Auckland Rugby Football Union   | Auckland     | 0:4      |
| 10 | 02. Juni 1888      | New South Wales Waratahs        | Sydney       | 18:2     |
| 11 | 07. Juni 1888      | Bathurst                        | Bathurst     | 13:6     |
| 12 | 09. Juni 1888      | New South Wales Waratahs        | Sydney       | 18:6     |
| 13 | 11. Juni 1888      | Sydney Juniors                  | Sydney       | 11:0     |
| 14 | 12. Juni 1888      | The King’s School               | Parramatta   | 10:10    |
| 15 | 16. Juli 1888      | Adelaide XV                     | Adelaide     | 28:3     |
| 16 | 01. August 1888    | Melbourne                       | Melbourne    | 15:5     |
| 17 | 04. August 1888    | New South Wales Waratahs        | Sydney       | 16:2     |
| 18 | 06. August 1888    | Sydney Grammar School           | Sydney       | 3:3      |
| 19 | 08. August 1888    | Bathurst                        | Bathurst     | 20:10    |
| 20 | 11. August 1888    | University of Sydney            | Sydney       | 8:4      |
| 21 | 18. August 1888    | Queensland Reds                 | Brisbane     | 13:6     |
| 22 | 21. August 1888    | Queensland Juniors              | Brisbane     | 11:3     |
| 23 | 23. August 1888    | Ipswich                         | Ipswich      | 12:1     |
| 24 | 25. August 1888    | Queensland Reds                 | Brisbane     | 7:0      |
| 25 | 29. August 1888    | Newcastle                       | Newcastle    | 15:7     |
| 26 | 08. September 1888 | Auckland Rugby Union            | Auckland     | 3:0      |
| 27 | 12. September 1888 | Auckland Rugby Union            | Auckland     | 1:1      |
| 28 | 15. September 1888 | Hawke’s Bay Rugby Union         | Napier       | 3:2      |
| 29 | 17. September 1888 | Wairarapa Rugby Football Union  | Masterton    | 5:1      |
| 30 | 20. September 1888 | Canterbury Rugby Football Union | Christchurch | 8:0      |
| 31 | 22. September 1888 | Otago Rugby Football Union      | Dunedin      | 0:0      |
| 32 | 27. September 1888 | South Island                    | Dunedin      | 5:3      |
| 33 | 29. September 1888 | South Island                    | Christchurch | 6:0      |
| 34 | 02. Oktober 1888   | Taranaki Rugby Football Union   | Hawera       | 7:1      |
| 35 | 03. Oktober 1888   | Whanganui Rugby Football Union  | Wanganui     | 1:1      |

### Australian Football
| #  | Datum           | Gegner                          | Ort           | Ergebnis    |
| -- | --------------- | ------------------------------- | ------------- | ----------- |
| 01 | 16. Juni 1888   | Carlton Football Club           | Melbourne     | 3.7 : 14.17 |
| 02 | 20. Juni 1888   | Bendigo Football Club           | Bendigo       | 5.16 : 1.14 |
| 03 | 21. Juni 1888   | Castlemaine District            | Castlemaine   | 1.2 : 1.4   |
| 04 | 23. Juni 1888   | South Melbourne FC              | Melbourne     | 3.7 : 7.29  |
| 05 | 27. Juni 1888   | Maryborough Football Club       | Maryborough   | 3.11 : 4.12 |
| 06 | 29. Juni 1888   | South Ballarat Football Club    | Ballarat      | 3.7 : 7.18  |
| 07 | 30. Juni 1888   | Fitzroy Football Club           | Melbourne     | 3.4 : 12.21 |
| 08 | 03. Juli 1888   | Port Melbourne Football Club    | Melbourne     | 6.11 : 7.15 |
| 09 | 07. Juli 1888   | South Adelaide Football Club    | Adelaide      | 5.9 : 8.9   |
| 10 | 10. Juli 1888   | Port Adelaide Football Club     | Adelaide      | 8.8 : 7.8   |
| 11 | 12. Juli 1888   | Adelaide Football Club          | Adelaide      | 3.5 : 6.13  |
| 12 | 14. Juli 1888   | Norwood Football Club           | Adelaide      | 3.1 : 5.8   |
| 13 | 18. Juli 1888   | Horsham Football Club           | Horsham       | 6.5 : 0.2   |
| 14 | 20. Juli 1888   | Ballarat Imperial Football Club | Ballarat      | 1.2 : 4.15  |
| 15 | 21. Juli 1888   | Ballarat Football Club          | Ballarat      | 5.8 : 4.8   |
| 16 | 25. Juli 1888   | Sandhurst Football Club         | Bendigo       | 3.3 : 2.10  |
| 17 | 26. Juli 1888   | Kyneton Football Club           | Kyneton       | 2.8 : 1.5   |
| 18 | 28. Juli 1888   | Essendon Football Club          | Melbourne     | 3.5 : 7.16  |
| 19 | 14. August 1888 | Northern District FA            | West Maitland | 4.5 : 9.19  |

## Kader

### Tourmanagement
- Alfred Shaw
- Arthur Shrewsbury

### Spieler
| Spieler            | Position         | Mannschaft               |
| ------------------ | ---------------- | ------------------------ |
| Walter Bumby       | Halbspieler      | Swinton Lions            |
| Johnny Nolan       | Halbspieler      | Rochdale Hornets         |
| Willie Burnet      | Halbspieler      | Hawick RFC               |
| Harry Speakman     | Dreiviertelreihe | Runcorn RFC              |
| Herbert Brooks     | Dreiviertelreihe | Edinburgh University RFC |
| Jack Anderton      | Dreiviertelreihe | Salford Red Devils       |
| Andrew Stoddart    | Dreiviertelreihe | Blackheath FC            |
| Thomas Haslam      | Schlussmann      | Batley Bulldogs          |
| Arthur George Paul | Schlussmann      | Swinton Lions            |

| Spieler         | Position | Mannschaft                |
| --------------- | -------- | ------------------------- |
| Robert Seddon   | Stürmer  | Swinton Lions             |
| Charles Mathers | Stürmer  | Bramley RLFC              |
| Samuel Williams | Stürmer  | Salford Red Devils        |
| Thomas Banks    | Stürmer  | Swinton Lions             |
| Harry Eagles    | Stürmer  | Salford Red Devils        |
| Angus Stuart    | Stürmer  | Dewsbury Rams             |
| Willie Thomas   | Stürmer  | Cambridge University RUFC |
| Thomas Kent     | Stürmer  | Salford Red Devils        |
| Alfred Penketh  | Stürmer  | Douglas RUFC              |
| Robert Burnet   | Stürmer  | Hawick RFC                |
| Alexander Laing | Stürmer  | Hawick RFC                |
| John Smith      | Stürmer  | Edinburgh University RFC  |
| Jack Clowes     | Stürmer  | Halifax RFC               |